# Centre Cultural Tijuana
El Centre Cultural Tijuana (en castellà: Centro Cultural Tijuana) o també abreviat "Cecut", està situat a la ciutat de Tijuana, a l'estat de Baixa Califòrnia, Mèxic. El seu objectiu principal és difondre i promoure les arts i les activitats culturals a la regió. Al 2015, va registrar 1 milió 708 mil 974 visitants.

## Història
Es va inaugurar el 20 d'octubre de 1982 com a part del Fons Nacional per a Activitats Socials (FONAPAS), que buscava enfortir la identitat nacional a la frontera nord de Mèxic ia més fomentar el turisme cultural procedent dels Estats Units.
És la institució que concentra l'oferta cultural més àmplia i diversa de la regió nord-oest, i l'única infraestructura de la Secretaria de Cultura (abans Consell Nacional per a la Cultura i les Arts), que es troba fora de la capital del país.
Durant tres anys va ser seu del Programa Cultural de les Fronteres, i el 1986 va aconseguir la seva autonomia amb aprovació per exercir el seu propi pressupost i elaborar el seu programa de treball i integrar el seu propi Consell d'Administració.
A partir del 1992, el CECUT alberga a l'Orquestra de Baixa Califòrnia (OBC) i al Centre Hispanoamericà de Guitarra. El CECUT té identificats com a usuaris a la comunitat local, regional i binacional. Atén la població escolar, artistes i creadors, institucions acadèmiques, institucions afins, associacions i grups civils, mitjans de comunicació, empreses privades i públic en general.
És seu de Tijuana Innovadora, esdeveniment creat al 2010 que es porta a terme des de llavors.

## Arquitectura
Construït en un lot de 35,445 metres quadrats i dissenyat pels arquitectes Pedro Ramírez Vázquez i Manuel Rosen Morrison, el CECUT es va incorporar de manera gairebé instantània al paisatge urbà. Simultàniament es va convertir en icona de la ciutat, tant per la seva ubicació al cor de la zona més moderna de Tijuana com per la forma esfèrica d'un dels seus edificis, el cinema, conegut popularment com "La Bola" o "Cinema Bola", nom que prové del "domo" cinema planetari que serveix, a més, per exhibir pel·lícules en format Omnimax.

## Àrees que l'integren
- El Domo IMAX, creat el 1988, va ser la segona sala amb format IMAX al país. Ha projectat més de 80 pel·lícules en aquest format. Compta amb 307 butaques.[7]
- La Sala d'espectacles, amb aforament per a 995 persones, compta amb fossat per a orquestra de 60 músics, és l'auditori més gran de la ciutat i és seu de l'OBC.
- El Cub és un espai d'exhibició museogràfica i artística, integrat per un vestíbul, tres terrasses, un entresolat i l'anomenat Pasillo Inglés (en català: Passadís Anglès)- Disposa d'especificacions tècniques per a presentar qualsevol tipus d'exhibició nacional o internacional.
- L'Estació Vizcaíno és un pati dedicat a exposicions de caràcter local. El nom fa al·lusió a l'escultura de Rubén Vizcaíno València, que es troba en el lloc.[8]
- El Museu de les Califòrnies permet donar una ullada a la història de Baixa Califòrnia des de l'època prehistòrica, compta amb 2.200 metres quadrats d'exhibició i va ser inaugurat el 2000.
- La Sala Carlos Monsiváis és una sala cinematogràfica creada el 2011 amb l'objectiu de ser "un lloc de trobada per a públic general entusiasta, directors, guionistes, videoastas, actors i institucions públiques i privades de la indústria cinematogràfica".[9] Posseeix 270 butaques, i s'hi projecta cinematografia mundial, cinema mexicà i llatinoamericà, a més de cinema per als nens i joves.[8]
- Aquari: el 26 de novembre del 2012 es va incorporar l'aquari, que alberga més de 500 espècies del Golf de Califòrnia i de l'oceà Pacífic.[10]
- Jardí Botànic: és un espai de 6400 metres quadrats que preserva 150 espècies vegetals de la regió sudcaliforniana.[11]